# Pulau Komang
Pulau Komang is een bestuurslaag in het regentschap Kuantan Singingi van de provincie Riau, Indonesië. Pulau Komang telt 1636 inwoners (volkstelling 2010).